# Débats-Rivière-d'Orpra
Débats-Rivière-d'Orpra era una comuna francesa que estaba situada en el departamento de Loira, de la región de Auvernia-Ródano-Alpes, que el 1 de enero de 2025 pasó a formar parte de la comuna nueva de Solore-en-Forez como comuna delegada.

## Historia
Fue creada entre 1790 y 1794 con la unión de las comunas de Debals y Rivière-d'Orpra.

## Demografía
| Gráfica de evolución demográfica de Débats-Rivière-d'Orpra entre 1800 y 2022 |
|                                                                              |

Los datos demográficos contemplados en este gráfico de la comuna de Débats-Rivière-d'Orpra se han cogido de 1800 a 1999 de la página francesa EHESS/Cassini, y los demás datos de la página del INSEE.